# 顧憲之
顧 憲之（こ けんし、436年 - 509年）は、南朝宋から梁にかけての官僚。字は士思。本貫は呉郡呉県。

## 経歴
南朝宋の鎮軍将軍・湘州刺史の顧覬之の孫にあたる。20歳前に揚州に召し出されて議曹従事となり、秀才に挙げられ、太子舎人・尚書比部郎・撫軍主簿を歴任した。元徽年間、建康県令となった。車騎功曹に転じ、晋熙王劉燮の友をつとめた。蕭道成が政権を握ると、憲之は驃騎録事参軍となり、太尉西曹掾に転じた。昇明3年（479年）、中書侍郎となった。
同年（建元元年）、蕭道成（高帝）が南朝斉の皇帝に即位すると、憲之は衡陽郡内史に任じられた。後に建康に召還されて太尉従事中郎となった。永明6年（488年）、隨王蕭子隆の下で東中郎長史・行会稽郡事をつとめた。後に巴陵王蕭子倫の下で南中郎長史となり、建威将軍の号を加えられ、行南豫南兗二州事をつとめた。竟陵王蕭子良が宣城県・臨成県・定陵県の境に屯を立て、山沢数百里を禁足地にするよう提案したが、憲之がこれに強く反対したため、封禁は施行されなかった。
給事黄門侍郎に転じ、尚書吏部郎中を兼ねた。征虜長史・行南兗州事として出向した。母が死去したため、服喪のため辞職した。喪が明けると、建武年間に給事黄門侍郎として復帰し、歩兵校尉を兼ねた。任につかないうちに、太子中庶子に転じ、呉邑中正を兼ねた。寧朔将軍・臨川郡内史とされたが、赴任しないうちに、輔国将軍・晋陵郡太守に転じた。ほどなく病のため解任を願い出て、郷里に帰った。
永元初年、廷尉として召し出されたが受けず、豫章郡内史となった。中興2年（502年）、蕭衍が建康を平定して揚州牧となると、憲之は召し出されて別駕従事史となった。同年（天監元年）、蕭衍（武帝）が南朝梁の皇帝に即位すると、憲之は風疾が重くなり、帰郷を願い出た。天監2年（503年）、太中大夫の位を与えられて、隠居した。天監8年（509年）、家で死去した。享年は74。
著作に詩・賦・銘・賛と『衡陽郡記』数十篇があった。

## 人物・逸話
- 建康に牛を盗んだ者がおり、持ち主に訴えられたが、盗んだ者もまた自分の牛であると主張した。両家に証拠がなかったため、前後の県令たちは解決することができなかった。憲之が建康県令に着任すると、牛を解き放ってその行きたいところに行かせた。すると牛はもとの持ち主の宅に帰ったので、盗んだ者はようやくその罪を認めた。当時の人は憲之を神明と呼んだ。
- 憲之は建康県令として権力者の請託や官吏の蓄財を法によって摘発し、容赦をしなかった。また清廉倹約を旨として、強力な統治をおこなった。このことから都の酒飲みたちはコクのある酒に「顧建康」と名づけた。
- 憲之が衡陽郡内史となったころ、衡陽郡境では連年疫病が発生し、死者の多さのために棺木が高騰して、遺体はむしろにくるまれて路傍に捨てられる有様であった。憲之は属県に命じて遺体の家族を探させ、全て葬らせた。
- 衡陽郡境の山民には先祖が祟りを起こすと言って、墓の棺を開いて枯骨を水洗いし、祟りを除くと称する土俗があり、これが病の原因となっていた。憲之が山民に生死の別を述べて説得すると、この風俗は改められた。
- 王奐が湘州刺史として着任すると、衡陽郡に訴訟がないことに驚き、「顧衡陽の教化はここまでのものなのか。もし管轄下の9郡がこのようであれば、わたしは何をすることがあろうか」と感心した。
- 南朝斉の武帝に重用されていた呂文度が余姚に邸を建てて、好き勝手をやっていた。憲之が会稽郡に着任すると、上表してその邸を撤去させた。呂文度が母を葬るために帰郷すると、郡県の守令たちは争って弔問に訪れたが、憲之は消息を尋ねることもしなかった。呂文度は憲之を深く憎んだが、ついに傷つけることはできなかった。
- 南朝宋のとき、祖父の顧覬之が吏部尚書となると、庭に嘉樹を植えて、「わたしは憲之の種となるのみだ」と人に言った。はたして憲之は吏部の職についた。
- 憲之が豫章郡太守のとき、貞婦の万晞という者がおり、若くして寡婦となって子はなく、その舅や姑に孝事した。父母は実家に奪い返して再嫁させようとしたが、万晞は死を誓って許さなかった。憲之は万晞に束帛を与えて、その節義を顕彰した。
- 憲之は郡の太守や内史を歴任していたが、石ころひとつ持ち帰らなかったため、引退して帰郷すると、飢えや寒さに耐える生活を送った。

## 伝記資料
- 『南斉書』巻46 列伝第27
- 『梁書』巻52 列伝第46
- 『南史』巻35 列伝第25